# Onofre
Onofre Ruiz & Brescovit, 2007 è un genere di ragni appartenente alla famiglia Salticidae.

## Distribuzione
Le tre specie oggi note di questo genere sono state rinvenute in Brasile.

## Tassonomia
A giugno 2011, si compone di tre specie:
- Onofre carnifex Ruiz & Brescovit, 2007 — Brasile
- Onofre necator Ruiz & Brescovit, 2007 — Brasile
- Onofre sibilans Ruiz & Brescovit, 2007[2] — Brasile